# Partit Socialista Progressista d'Ucraïna
El Partit Socialista Progressista d'Ucraïna (ucraïnès: Прогресивна соціалістична партія України, Prohresivna sotsialistitxna partia Ukraïni) és un partit polític d'Ucraïna, creat per Natàlia Vitrenko com a escissió del Partit Socialista d'Ucraïna el 1996. Ella va liderar un grup de membres del PSU més radicals que s'oposaven al que ells consideraven com tendències revisionistes en el Partit Socialista. El Partit Socialista Progressista d'Ucraïna és un partit d'esquerra que dona suport a la integració amb Rússia i Belarús com una alternativa a la de la Unió Europea.
El PSPU tradicionalment ha participat en campanyes anti-OTAN, anti-FMI i pro-Rússia Durant les eleccions al Parlament d'Ucraïna de 1998 el partit va obtenir el 4% dels vots, i el seu candidat per a les eleccions presidencials ucraïneses de 1999, Natàlia Vitrenko, va quedar quarta, amb el 10,97% dels vots a la primera ronda.
A les eleccions al Parlament d'Ucraïna de 2002 va establir l'aliança Bloc d'Oposició Popular Natàlia Vitrenko amb l'Ukraïny Osvitian Partia. Va guanyar un 3,22% dels vots, insuficients per passar el llindar del 4% necessari per entrar a la Rada Suprema d'Ucraïna. El PSPU fou un opositor del president Leonid Kutxma, però van donar suport Víktor Ianukòvitx, primer ministre d'Ucraïna des de 2002, a les eleccions presidencials ucraïneses de 2004. Després de la Revolució Taronja de 2004, el partit es va unir a l'oposició al nou president Víktor Iúsxenko, en una coalició amb el partit Derjava, dirigit per l'exfiscal d'Ucraïna, Guennadi Vassíliev.
A les eleccions al Parlament d'Ucraïna de 2006 es presentà dins el Bloc d'Oposició Popular Natàlia Vitrenko però tampoc no va obtenir cap escó al Parlament. A les eleccions al Parlament d'Ucraïna de 2007 el partit es va presentar en solitari sense coalicions, però no va aconseguir entrar al Parlament.
De cara a les eleccions presidencials ucraïneses de 2010 ha rebutjat participar en el Bloc Electoral de Forces Polítiques d'Esquerra i Centre Esquerra perquè no vol participar en la mateixa coalició que el Partit Socialista d'Ucraïna. En canvi, el partit va tractar de nomenar novament Natàlia Vitrenko com no candidata en aquesta elecció, però la Comissió Electoral Central d'Ucraïna es va negar a registrar la seva falta de pagament dels 2,5 milions de hrívnia necessaris per al dipòsit de nominació.